# 周极
周极，宋朝政治人物。
周极曾于1159年接替周光闻任华亭县知县一职，1162年由蒋思祖接任。